# 矮灰毛豆
矮灰毛豆（学名：Tephrosia pumila），为豆科灰毛豆属下的一个植物种。